# Абсберг
Абсберг (њем. Absberg) град је у њемачкој савезној држави Баварска. Једно је од 27 општинских средишта округа Вајсенбург-Гунценхаузен. Према процјени из 2010. у граду је живјело 1.295 становника. Посједује регионалну шифру (AGS) 9577111.

## Географија
Абсберг се налази у савезној држави Баварска у округу Вајсенбург-Гунценхаузен. Град се налази на надморској висини од 467 метара. Површина општине износи 19,0 km².

## Становништво
У самом граду је, према процјени из 2010. године, живјело 1.295 становника. Просјечна густина становништва износи 68 становника/km².